# Хогг, Эндрю (футболист)
Эндрю Джеймс Хогг (мальт. Andrew James Hogg; 2 марта 1985) — мальтийский футболист, вратарь клуба «Биркиркара». Выступал за сборную Мальты.

## Биография

### Клубная карьера
Родился в 1985 году в Англии, где проживал до 5 лет. Профессиональную карьеру начал в сезоне 2001/02 в клубе «Пьета Хотспурс», сыграв в свой дебютный сезон 2 матча в чемпионате Мальты. В 2003 году стал игроком итальянского клуба «Бари», но ни одной игры за команду не провёл и спустя сезон вернулся в «Пьета Хотспурс».
В 2007 году Хогг подписал контракт с клубом «Валлетта». В первый же сезон с новым клубом он стал чемпионом Мальты, а всего за пять лет в составе «Валлетты» трижды становился чемпионом страны, выигрывал Кубок и Супекубок Мальты. После ухода из команды, провёл несколько сезонов за границей. В сезоне 2012/13 выступал в чемпионате Кипра за клуб «Эносис». С 2013 по 2016 год был игроком греческого клуба «Каллони». Летом 2016 года вернулся на Мальту, где в качестве свободного агента перешёл в «Хибернианс», с которым стал чемпионом Мальты 2016/17. По ходу сезона 2018/19 перешёл в «Биркиркару».

### Карьера в сборной
Дебютировал за сборную Мальты 15 ноября 2006 года в товарищеском матче со сборной Литвы (1:4), в котором вышел на замену после перерыва вместо Марио Муската и пропустил три гола. С 2009 года являлся основным вратарём сборной. Без замен отыграл отборочный турнир к чемпионату мира 2018 и Лигу наций УЕФА 2018/19. 20 ноября 2018 года в заключительном матче Лиги наций против Фарерских островов (1:1) провёл свой последний — 67 матч за сборную Мальты. Также вызывался в сборную в 2019 году, но на поле больше не выходил. 23 ноября объявил о завершении карьеры в сборной.

## Достижения
«Валлетта»
- Чемпион Мальты (3): 2007/08, 2010/11, 2011/12
- Обладатель Кубка Мальты: 2009/10
- Обладатель Суперкубка Мальты (3): 2008[источник не указан 1610 дней], 2010, 2011

«Хибернианс»
- Чемпион Мальты: 2016/17

## Личная жизнь
Супруга — Сабрина, у них две дочери.